# Planalto Transportes
A Planalto Transportes é uma empresa gaúcha que atua no ramo de transportes fundada em 1948 por José Moacyr Teixeira e está sediada na cidade de Santa Maria, Rio Grande do Sul.
Atuando principalmente no transporte rodoviário de passageiros, a Planalto Transportes oferece diversos destinos na Região Sul do Brasil, bem como outras localidades no estado de São Paulo, Goiás, Distrito Federal, Bahia e Tocantins. A empresa também oferece viagens internacionais, servindo a Argentina e o Uruguai.
Segundo seu próprio site oficial, a viação transporta cerca de 4,5 milhões de passageiros por ano, servindo 250 destinos em 98 linhas interestaduais, intermunicipais e internacionais. É pertencente ao Grupo JMT, conglomerado também criado por José Moacyr Teixeira (daí a sigla JMT) que, além da própria Planalto, controla outros setores como agropecuária, agrícola, venda de veículos, encomendas e turismo.

## História
Antes da criação da Planalto, José Moacyr Teixeira iniciou o ramo do empreendedorismo numa olaria no ano de 1938. Em 1942, junto com sua esposa Dona Norma Helga Teixeira, José passou a trabalhar com o comércio de secos e molhados.
Em agosto de 1944, em plena Segunda Guerra Mundial, e apesar das dificuldades para obter combustível, José adquiriu um ônibus e iniciou-se no ramo de transportes, à época com 30 anos de idade. Apesar do único veículo, José passou a operar duas linhas, em estradas precárias: Vila Jóia-Tupanciretã e Vila Jóia-Santo Ângelo, na Região das Missões, no Rio Grande do Sul. Foram quase três anos de muito trabalho, porém, somente o transporte de passageiros não era suficiente. Assim, José Moacyr Teixeira procurou agregar outras atividades: transportava encomendas, comprava e vendia produtos e fazia serviços de despachante. Ao fim desse tempo, as atividades foram interrompidas, mas não por muito tempo.
Em novembro de 1948, José Moacyr Teixeira criou a Empresa Rodoviária Planalto, hoje a Planalto Transportes Ltda. Inicialmente, juntou-se a três sócios: Antônio Burtet, Manoel Setembrino Teixeira e Fiorello Fiorim. A primeira viagem a ser realizada pela nova empresa ocorreu no dia 2 de novembro de 1948. O primeiro ônibus saiu de Santo Ângelo às 6 horas da manhã e chegou a Santa Maria dez horas depois. A linha passou a ser operada com dois ônibus, com capacidade para 25 passageiros, em frequência diária. Mais tarde, os sócios foram se retirando da empresa, enquanto que José Moacyr Teixeira permanecia no controle da pequena viação.
Durante muitos anos, as condições das estradas permaneceram precárias: não havia asfalto, mas muita poeira (ou lama, quando chovia), além de muitas outras adversidades. Todavia José Moacyr Teixeira mostrava-se um bom gestor, administrando os negócios e, ao mesmo tempo, dividindo com os funcionários as tarefas de mecânico e motorista. E assim a Planalto ia crescendo e expandindo suas atividades.
No fim de 1951 a Planalto realizou sua primeira viagem entre a cidade de Santa Maria e a capital gaúcha, Porto Alegre. A ousadia teve as características de uma verdadeira aventura: durou 12 horas e foi necessário realizar três travessias por balsa. Principalmente em época de chuva, essa era uma linha absolutamente incerta, o percurso tanto podia ser feito todo em ônibus como parte em ônibus e parte em trem, dependendo de se poder ou não transpor de balsa os rios da região. No ano seguinte, teve início a operação da linha Santa Maria-Cachoeira do Sul e foram adquiridos mais três ônibus, o que aumentou a frota para cinco veículos. Como as linhas mais importantes vinham saindo do município de Santa Maria, a sede da empresa, que ainda era em Tupanciretã, foi transferida para lá em 1953.
O fundador da empresa, José Moacyr Teixeira, em boa parte dos primórdios da Planalto teve ajuda de sua esposa Norma Helga Teixeira durante o crescimento da viação. Novas linhas foram acrescentadas, a Planalto ampliou seu raio de atuação, incorporou outras empresas e firmou-se definitivamente como uma prestadora de serviços estável. Em 1965, a empresa adquire sua sede própria, ocupando-a depois de uma série de reformas em 1966.
O período compreendido entre 1965 a 1972 assinalou uma mudança no eixo principal das operações, que passou a ter origem em Porto Alegre, ligando a capital a diversas outras localidades do Rio Grande do Sul, transformando a Planalto numa grande empresa de alcance estadual. A ampliação das linhas e dos horários motivou a compra e incorporação de novos ônibus à frota. Posteriormente, os já crescidos filhos de José Moacyr também ajudaram o pai na administração da empresa. Em 1975, a Planalto incorporou a Expresso Panambi. Um ano depois, deu-se a aquisição da Viação Vila Branca. Mais uma vez, cresceu o número de linhas e a frota foi ampliada.
Em 1981 iniciou-se a era das viagens internacionais da Planalto, primeiramente com a linha Uruguaiana-Paysandú, no Uruguai. Outra linha viria em seguida, ligando Santa Maria a Montevidéu, a capital uruguaia, gerando novas características operacionais. Com o passar dos anos, foram oferecidas também viagens à Argentina. Nesse período é incorporada a Empresa Barin.
José Moacyr Teixeira ficou a frente da viação até 1989 quando se afastou e passou o controle da Planalto aos seus filhos, mas não deixou de trabalhar. O empresário começou a atuar no ramo de criações de gado da raça Brangus, em um novo empreendimento, a Cabanha JMT, no município de São Gabriel, Rio Grande do Sul.
Enquanto isso, a empresa continuou crescendo: adquiriu a Expresso ABC e estabelecendo-se novas linhas, entre elas a Porto Alegre-Quaraí, Porto Alegre-São Gabriel, Porto Alegre-Rosário do Sul e Porto Alegre-São Francisco de Assis. Em 1996, foi adquirida a Expresso Albatroz, com as linhas Caxias do Sul-Santa Cruz do Sul, Santa Cruz do Sul-Estrela e Estrela-Garibaldi. Três anos depois deu-se a incorporação da Expresso Princesa, com as linhas Porto Alegre-Rio Grande e Porto Alegre-Chuí-Pelotas-Bagé. Além do transporte de passageiros, a companhia deu ênfase ao transporte de encomendas, com frota própria e com veículos terceirizados. A já consolidada Planalto Transportes se expandiu, começando a oferecer destinos em outros estados do Brasil.

### Dias atuais
Atualmente, a frota é de mais de 300 ônibus (todos com carrocerias Marcopolo e chassi Mercedes-Benz), que operam cerca de 100 linhas intermunicipais, duas linhas interestaduais e três internacionais. A Planalto emprega aproximadamente 400 motoristas, 15 comissárias de embarque e 65 cobradores de passagens. São atendidas 829 localidades com entrega de mercadorias. A frota para coleta e entrega de encomendas é de 250 caminhões próprios ou terceirizados. No total, são 1.000 funcionários.
Em 2012, a Planalto investiu cerca de R$ 100 milhões para renovar sua frota. Segundo o diretor-presidente do Grupo JMT Pedro Antonio Teixeira (filho do fundador José Moacyr Teixeira), 30% da frota da Planalto é composta por ônibus Double Service. Esses veículos contam com serviços mais modernos aos passageiros tendo tomada elétrica, cobertores e poltronas mais espaçosas, sendo os 12 primeiros lugares reservados ao serviço executivo. A empresa, à época, informou que iria equipar todos os veículos com internet. No mesmo ano uma pesquisa encomendada pela própria Planalto apontou um pouco mais de 91% de aprovação dos passageiros.
No ano de 2015, a empresa firmou uma parceria com a Viação Ouro e Prata para operações conjuntas em algumas linhas que servem a Região Sul do Brasil e o Estado de São Paulo. Com a autorização da ANTT (Agência Nacional de Transportes Terrestres), as duas viações começaram a operar 43 linhas a partir de 64 cidades dos 4 estados citados.
O grupo detém o controle acionário de várias outras empresas: Veisa Veículos (concessionária de veículos da Mercedes-Benz), Michelin e Recamic, Planalto Turismo e terminais rodoviários de Rio Grande, Alegrete, São Borja e Uruguaiana. Para administrar esse complexo de empresas foi criada a holding JMT Administração e Participações Ltda.